# Ljudmyla Mychajlivna Staryc'ka-Černjachivs'ka
Ljudmyla Mychajlivna Staryc'ka-Černjachivs'ka (in ucraino Людмила Михайлівна Старицька-Черняхівська?; Kiev, 17 agosto 1868 – 1941) è stata una scrittrice, traduttrice e critica letteraria ucraina.

## Biografia
Nata in una famiglia dell'Intelligencija ucraina, Ljudmyla Staryc'ka-Černjachivs'ka crebbe in un ambiente stimolante, dove venivano apprezzate le arti e i valori nazionali. L'adesione agli ideali nazionalistici divenne la causa della tragica fine della sua vita e quella di molti dei membri della sua famiglia, orchestrata dal regime stalinista che promosse la sua politica di russificazione. 
Tra i membri della famiglia di Ljudmyla Staryc'ka-Černjachivs'ka fecero parte: 
- il padre, Mychailo Staryc'kyj (2 dicembre 1840 - 14 aprile 1904), scrittore, poeta, drammaturgo e co-fondatore di tradizioni teatrali ucraine.
- lo zio, Mykola Vіtalіjovyč Lysenko (10 marzo 1842-24 ottobre 1912), noto compositore
- la sorella, Oksana Stešenko (1875–1942), scrittrice, traduttrice e insegnante. Fu esiliata e morì in un campo di concentramento sovietico in Kazakistan
- il marito, Oleksandr Černjachivs'kyj (13 novembre 1869 - 22 dicembre 1939), personaggio pubblico e medico. Insieme alla moglie fu messo sotto accusa durante il processo dell'Unione per la liberazione dell'Ucraina
- la figlia, Veronika Černjachivs'ka (25 aprile 1900 - 22 settembre 1938), poetessa e traduttrice. Venne arrestata per due volte, nel 1929 e nel 1938 e il 22 settembre 1938 fu condannata a morte. L'esecuzione fu eseguita lo stesso giorno.

## Arresti e morte
Nel 1919 Ljudmyla Staryc'ka-Černjachivs'ka divenne cofondatrice e vicepresidente del Consiglio nazionale delle donne ucraine. 
A sessant'anni venne arrestata e condannata per la prima volta durante un processo a dimostrazione dell'Unione per la liberazione dell'Ucraina nel 1930, con altri 44 imputati. Fu imprigionata ed esiliata. Nel giugno 1941 la donna, all'età di 73 anni, fu nuovamente arrestata e accusata di svolgere attività antisovietiche. Torturata, morì durante il viaggio verso esilio in Kazakistan  e il suo corpo venne gettato dal treno in un luogo ancora sconosciuto. 

## Opere
Ljudmyla Staryc'ka-Černjachivs'ka ha scritto poesie, prosa, teatro, memorie e critiche letterarie per varie pubblicazioni tra cui l'almanacco di Leopoli, Peršyi Vinok. 

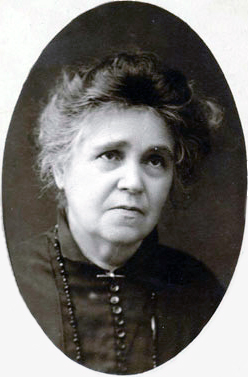
Ljudmyla Staryc'ka-Černjachivs'ka

### Opere drammatiche
- Ali (Kryla), 1913
- L'ultimo covone (Ostannij snip), 1917
- Hetman Petro Dorošenko, 1918
- Il bandito Karmeljuk (Rozbijnyk Karmeljuk), 1926
- Ivan Mazepa, 1927

### Memorie
- Dvadcjat p"jat' rokiv ukraïns'koho teatru. Spohady ta dumky (Venticinque anni di teatro ucraino. Riflessioni e pensieri)
- Chvylyny žyttja Lesi Ukraïnky (Note sulla vita di Lesja Ukraïnka)
- Spohady pro M. Lysenka (Ricordi su M. Lysenko)
- V.I. Samijlenko. Pam"jati tovaryša (V. Samijlenko. In memoria di un amico)

### Altre opere letterarie
- Pered bureiu, romanzo storico incompiuto pubblicato in puntate su Pravda, rivista di Leopoli, nel periodo 1893-1894
- Žyva Mohyla,  fu la prima grande opera di Ljudmyla Staryc'ka-Černjachivs'ka. Il romanzo è stato pubblicato sulla rivista Kyivan Antiquity. Il romanzo racconta l'amore di due giovani, storia che si intreccia con gli elementi del folclore e delle leggende ucraine[4]. V'è un certo parallelismo con Romeo e Giulietta di Shakespeare e con Lenore di Gottfried August Bürger. Il romanzo è anche un pezzo rappresentativo del romanticismo ucraino e reminiscenza di opere romantiche ucraine precedenti come la ballata Marusia (1829) di Levko Borovykovs'kyj e la lunga storia A Terrible Vengeance (1831–32) di Nikolaj Vasil'evič Gogol'[5]. Nel 2015 Sova Books ha pubblicato la traduzione inglese di Žyva Mohyla (The Living Grave). Uno dei fatti interessanti della pubblicazione è che nella sua copertina, il libro raffigura Daryna, la principale eroina della storia e come piccolo omaggio all'autrice del racconto, l'editore ha riprodotto il suo viso basandosi su una delle fotografie di Ljudmyla Staryc'ka-Černjachivs'ka.
- Diamantovyi persten, concluso dall'autrice sei settimane prima del suo primo arresto. Il manoscritto è rimasto inedito per 64 anni, fino a quando non è stato pubblicato sulla rivista Zona nel 1993.